# Underhållssystem
Underhållssystem, UHS, är olika typer av system för ett systematiserat arbete med underhåll och reparationer av industriell utrustning och materiel.
Ett modernt underhållssystem består normalt av moduler för förebyggande, planerat och avhjälpande underhåll samt för förråd och inköp. Förråd och inköpsdelarna är väsentliga för systemet eftersom all underhållsverksamhet bygger på säker tillgång till rätt reservdelar i rätt tid. Inte alla reservdelar alltid.
Datoriserat underhållssystem, (förkortas ofta CMMS eller bara MMS på engelska, den svenska förkortningen UHS används mycket begränsat), är en integrerad programvara som är utformat för att stödja underhållsavdelningen i alla typer av underhållsarbete. Datoriserade underhållssystem har använts sedan tidigt 1970-tal och är fortfarande en viktig del för framgångsrikt underhållsarbete genom att hjälpa att:
- Minimera stopptiderna
- Maximera tillgångarna
- Kontrollera kostnaderna och
- Stärka personalen

Anskaffandet av ett datoriserat underhållssystem drivs ofta av behovet att kunna garantera efterföljandet av lagstiftning om hälsa och säkerhet och även ha koll på kunder samtidigt som man vill reducera underhållskostnaderna. I verkligheten levererar ett underhållssystem många fler verktyg med många fördelar för alla typer av organisationer, stora som små, med snabb återbetalning.
När det talas om underhållsarbete används ofta följande koncept och termer.
Tillgångar

När man talar om tillgångar i underhållssammanhang är det inte finansiell tillgångar utan man syftar på anläggningens tillgångar i form av maskiner, utrustning, etc.
Ett begrepp som ofta återkommer är att optimera anläggningens utnyttjande, med menas att det är viktigt hitta balansen mellan att utnyttja en resurs maximalt eller att säkerställa dess långsiktiga funktion och hållbarhet. 
Ett underhållssystem levererar en verktygslåda för att hjälpa verksamhetens fokus på tillgångsoptimering genom att ha balanserade underhållsscheman, realtidsinformation och en säker spårbarhetsmodul.
TPM

Total Productive Maintenance (TPM), är en strategi som syftar till att minimera alla förluster i en produktionsapparat. Detta är i dag knappast genomförbart utan ett underhållssystem.
Målen för TPM är att produktionen ska vara:
- Felfri
- Störningsfri
- Olycksfri
- Kassationsfri

Det bästa sättet att försäkra sig om att kunna nå dit är att mäta och följa upp olika parametrar för att därigenom kunna stödja organisationen på vägen till dessa mål.
Underhållsstrategier

Ledning och planering av förebyggande underhåll kräver systematik för att fungera. Den information som kan samlas och delas med ett underhållssystem ger ett ovärderligt stöd vid planering och utförande av alla typer av underhållsaktiviteter och hjälper till att säkerställa driftsäkerheten. Det finns flera olika underhållsstrategier såsom "kör-till-fel" (operate-to-failure) eller "byt-innan-fel" (replace-before-failure). Oavsett vilken metod man valt att arbeta efter krävs förebyggande underhåll på ett eller annat sätt för att verksamheten ska fungera. Hur man än löser detta ställs krav på dokumentation, planering och uppföljning för att man ska få avsett utbyte av gjorda investeringar.